# Bufalina
La bufalina es una toxina esteroidea cardiotónica aislada originalmente del veneno de sapo chino, el cual es un componente de algunos medicamentos tradicionales chinos.

## En investigación
La bufalina posee un efecto antitumoral in vitro contra varias líneas celulares malignas, incluyendo la del carcinoma hepatocelular y la de cáncer de pulmón. Sin embargo, al igual que ocurre con otras bufadienolidas, su potencial uso queda restringido por su cardiotoxicidad.